# Patanazzi
Patanazzi è una famiglia italiana di maiolicari attivi ad Urbino nel periodo che va dalla fine del XVI secolo e l'inizio del XVII secolo.

## Storia

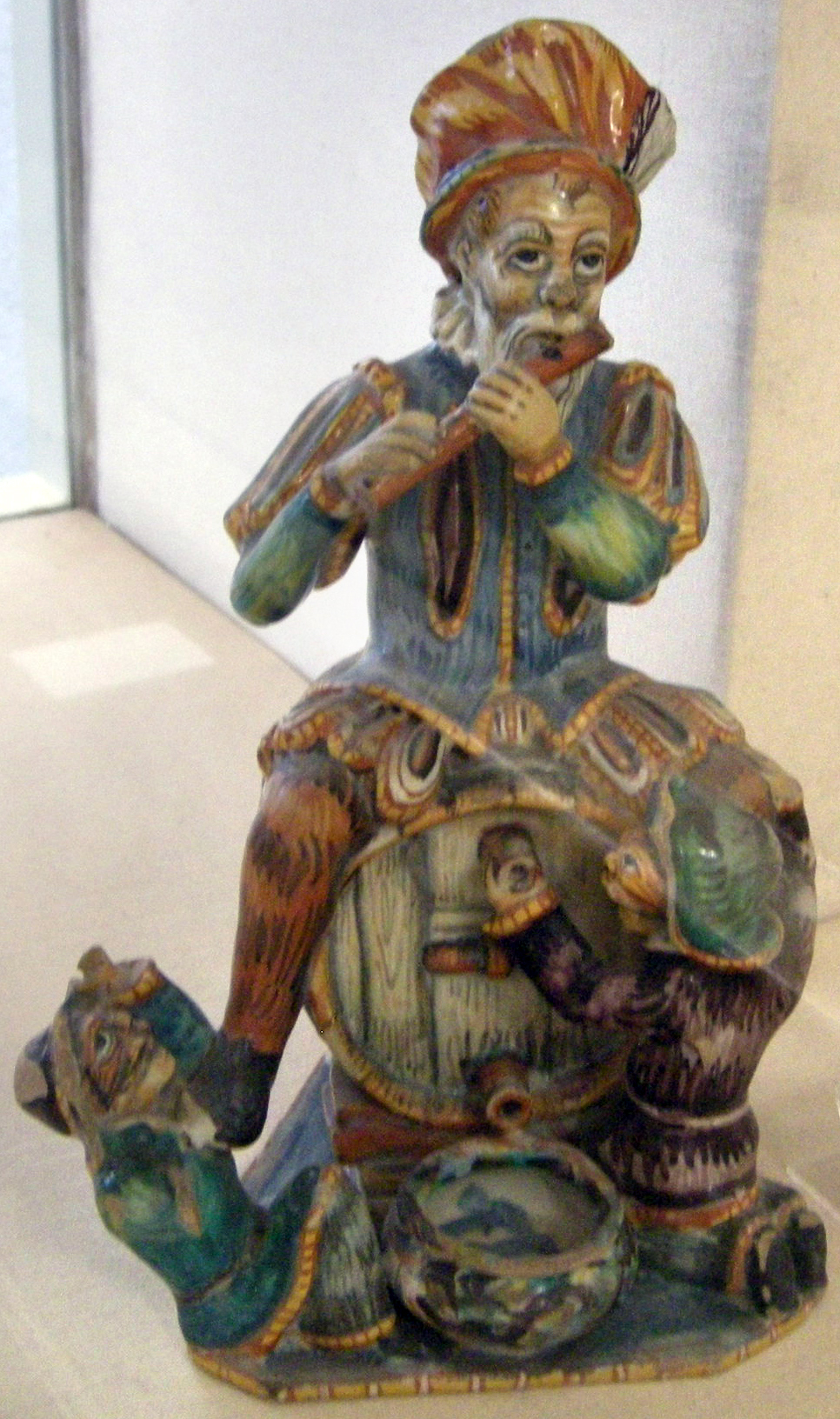
Maiolica di Urbino: Suonatore di piffero (1550-1590 ca.)

Tra i principali artisti e artigiani della famiglia si possono ricordare Antonio, che realizzò una pregevole anfora con la quale si mise in particolare evidenza, attualmente conservata nel Museo di Roccavaldina; Alfonso, attivo, secondo le documentazioni storiche, a cavallo del XVII secolo, che fu probabilmente l'esponente più significativo e più celebre di tutta la dinastia di artisti, ed eseguì due piatti esposti nel Museo diocesano di Pesaro, e fu seguace e forse anche allievo del manierista C. Ridolfi; e come ultimo rappresentante della dinastia, Vincenzo, nato nel 1607.
Le opere dei Patanazzi si possono considerare come il canto del cigno della ceramica urbinate tardorinascimentale e si ispirano per alcuni elementi allo stile dei Fontana, caratterizzandosi per la decorazione minuta, a chiaro scuri a 'raffaellesche'; tutti questi artisti devono molto della loro arte a Guido Pellipario.
Le opere dei Patanazzi ebbero le forme più originali e diversificate: dai vasi alle fontane da giardino, dalle fruttiere colorate, come da copione urbinate, con la prevalenza del giallo e dell'arancione.
Comunque, l'inseguimento della originalità a tutti i costi non sempre aumentò il pregio dell'opera, e semmai evidenziò già i primi segnali della decadenza.